# Itaú Chile
Itaú Chile (anteriormente Itaú CorpBanca) é a subsidiária do banco brasileiro Itaú Unibanco no Chile. Atualmente, o banco tem 389 agências bancárias no Chile e na Colômbia, sendo 217 no Chile e 172 na Colômbia, o valor de mercado do banco é de 8 bilhões de dólares, ativos de 45 bilhões de dólares e mais de 10 mil funcionários.
A aquisição do CorpBanca pelo Itaú já era esperada desde novembro de 2013, para concretizar a compra o Itaú ira fundir a suas filiais no Chile e na Colômbia com o CorpBanca e irá fazer um aumento de capital de 652 milhões de dólares.
O Itaú Unibanco pagou 3,7 bilhões de dólares pelo CorpBanca e terá 50.5% das ações do novo banco que passará a se chamar Itaú CorpBanca e se tornará a 4ª maior instituição financeira do Chile, com a compra da companhia pelo Itaú Unibanco a marca CorpBanca será extinta e passará a usar apenas a marca Itaú. A aquisição feita no Chile reforça a internacionalização do Itaú Unibanco e para ser concretizada ainda precisa ser aprovada pelos órgãos reguladores do Brasil, Chile e Colômbia.